# Масира
Масира (на арабски: مصيرة) е остров в Арабско море, принадлежащ на султаната Оман. Простира се на 70 km покрай югоизточния бряг на Арабския полуостров, от който е отделен чрез плиткия и широк 19 km проток Масира. Ширина от 12 до 18 km. Бреговете му са обградени с коралови рифове. Площ 649 km². Преобладават равнините и хълмовете с максимална височина до 276 m, изградени предимно от вулканични скали и варовици. Има сух тропичен климат и оскъдна растителност (ксерофитни храсти, редки финикови палми). Основен поминък на населението е риболова. Население около 12 хил. души. Най-голямо селище град Дава на северния бряг.